# Nguyễn Văn Ly
Nguyễn Văn Ly là Thiếu tướng Công an nhân dân Việt Nam. Ông hiện giữ chức vụ Phó Cục trưởng Cục Đào tạo, Bộ Công an (Việt Nam).

## Tiểu sử
Nguyễn Văn Ly là đảng viên Đảng Cộng sản Việt Nam.
Ông có học vị tiến sĩ.
Từ ngày 1 tháng 4 năm 2016, Đại tá Nguyễn Văn Ly, Phó Cục trưởng Cục đào tạo được bổ nhiệm giữ chức vụ Cục trưởng Cục Đào tạo, thuộc Tổng cục Chính trị, Bộ Công an Việt Nam.
Từ tháng 5 năm 2017 đến tháng 6 năm 2018, Nguyễn Văn Ly là Thiếu tướng, Cục trưởng Cục Đào tạo, thuộc Tổng cục Chính trị, Bộ Công an Việt Nam.
Từ tháng 9 năm 2018 đến tháng 9 năm 2019, Nguyễn Văn Ly là Thiếu tướng, Phó Cục trưởng Cục Đào tạo trực thuộc Bộ Công an Việt Nam.

## Lịch sử thụ phong quân hàm
- Đại tá
- Thiếu tướng (2017)